# Goldzollmark
Die Goldzollmark war bis Ende November 1923 eine Papiermarkverrechnungsgröße für Zölle im grenzüberschreitenden Warenverkehr sowie ab 13. Oktober 1923 der „Goldumrechnungssatz“ für Reichssteuern. An ihrem Wert lässt sich auch die Inflation zu Beginn der ersten Weltwirtschaftskrise ablesen.

## Werte
- 5. Oktober 1919 =  5,25 Papiermark
- 10. Oktober 1920 = 10,00 Papiermark
- 20. Oktober 1921 = 20,00 Papiermark
- 18. Oktober 1922 = 440,00 Papiermark
- 17. Oktober 1923 = 1,08 Milliarden Papiermark
- 21. November 1923 = 1,00 Billionen Papiermark = 1 Rentenmark